# Pere Milla Peña
Pere Milla Peña (Lleida, 23 de setembre de 1992) és un futbolista professional català que juga com a migcampista al RCD Espanyol. És internacional amb la selecció catalana.

## Carrera de club
Milla va començar a jugar a futbol a les inferiors del F.C Alcarràs on va cridar l'atenció del UE Lleida on després hi va formar part. Després de la dissolució del club va passar al Lleida Esportiu, on fou promocionat al primer equip, i hi va fer el seu debut com a sènior la temporada 2011–12, a Segona Divisió B.
L'11 de juny de 2014 Milla va marxar al Getafe CF, per jugar amb el Getafe CF B també de Segona B. El 14 de gener de l'any següent va jugar el primer partit amb el primer equip, amb una victòria per 1–0 a casa contra la UD Almería, en la Copa del Rei de futbol 2014–15.
El 20 de juliol de 2015 Milla va signar un contracte per un any amb la UD Logroñés. El 20 de juny de 2016, després de marcar 18 gols, el màxim de la seva carrera, va fitxar per la SD Eibar de La Liga, i fou cedit a la UCAM Murcia CF el 2 d'agost.
Milla va marcar el seu primer gol com a professional el 22 d'abril de 2017, el de la victòria en un 2–1 a fora contra el Girona FC. El 6 de juliol va marxar al CD Numancia de la segona divisió, cedit per un any.
Al començament de la temporada 2018–19, Milla va tornar als Armeros i fou assignat al primer equip. Va debutar a La Liga el 24 d'agost de 2018, com a titular en una derrota per 0–2 a fora contra el Getafe. El 15 de juny de l'any següent, després d'haver jugat escadusserament, va signar contracte amb l'Elx CF de la segona divisió.
El 23 d'agost de 2020, Milla va sortir de la banqueta i va marcar el gol de la victòria en la final dels play off de segona divisió contra el Girona FC, que va permetre l'equip de retornar a primera divisió després de cinc anys. Va marcar el seu primer gol a la primera divisió el 18 d'octubre, el primer gol en una victòria a domicili per 2-0 davant el Deportivo Alavés.
El 15 d'agost de 2023, Milla va signar un contracte de quatre anys amb el RCD Espanyol, acabat de baixar a segona divisió. Ja a primera, en el darrer partit de la temporada 2024-25, va marcar un gol en una victòria per 2-0 contra la UD Las Palmas, que donava la salvació del descens, en un context en què l'Espanyol estava obligat a guanyar per no baixar de categoria.

## Internacional

### Catalunya
Internacional amb la selecció catalana, el 25 de març de 2019 va disputar amb la selecció catalana el partit contra Veneçuela, que va acabar amb victòria catalana per 2 a 1, a Montilivi.
El maig de 2022 Gerard López el va convocar per disputar el partit Catalunya – Jamaica a Montilivi, una victòria per 6-0.